# Doodle Champion Island Games
A Doodle Bajnokok szigete játékok (angolul: Doodle Champion Island Games) egy 2021-es szerepjátékos böngészős játék, amelyet a Google fejlesztett ki a Studio 4°C-val együttműködésben. A játék interaktív Google Doodle-ként működött a 2020-as nyári olimpiai játékok és a 2020-as nyári paralimpia, valamint a japán folklór és kultúra ünneplésére. A történet Luckyt, a nindzsa macskát követi, amint sporteseményekben versenyez a Bajnokok szigetén, hogy a sziget bajnoka legyen, miközben számos mellékküldetést teljesít, például segít a rászoruló embereken. A Google Doodle-t 2021. szeptember 6-án eltávolította, de továbbra is játszható a Google Doodle archívumában.
A játék hét különböző minijátékot tartalmaz, amelyek témái az olimpián megjelent sportágak, köztük az pinpong, gördeszkázás, íjászat, rögbi, szinkronúszás, sportmászás és maraton.

## Játékmenet
A Doodle Bajnokok szigete egy szerepjátékos videojáték sportjáték elemeivel. A játékos egy Lucky nevű macskát irányít egy sziget körül, amely hét különböző régióval rendelkezik, amelyek különböző japán helyszínekre és földrajzi területekre emlékeztetnek, például bambusz erdőkre és hegyekre. Minden régióban hét szigeti bajnok szerepel, akik mindegyike egy adott sportágra specializálódott. Maguk a sportágak minijátékok, ahol Lucky egy Szent tekercset kap, ha megnyeri a minijátékot. Mind a hét bajnok legyőzésével és a tekercseik megszerzésével a játékos a "sziget bajnoka" nevet kapja. A játékos csatlakozhat a 4 csapat egyikéhez, amelyeket egy-egy szín és lény képvisel a japán mitológiából. A minijátékokban való részvétellel a játékosok pontokat gyűjtenek, amelyeket a globális ranglistán összesítenek, és a legtöbb pontot elérő csapatot az olimpia végére jutalmazzák a győztes címmel.
Az összes minijáték különböző típusú videojátékokat fed le. Például az Szinkronúszás esemény egy Dance Dance Revolution stílusú ritmusjáték formáját ölti, míg a Gördeszkázás esemény a Tony Hawk Pro Skaterhez hasonló trükkrendszert tartalmaz.
Ezenkívül minden régióban rengeteg mellékküldetés található a játékos számára. Ezek a mellékküldetések magukban foglalják, hogy Lucky segít a sziget lakóinak különféle feladatokban, mint például az árucikkek lekérésében és a kereskedésben. Egyes mellékküldetések az eredeti minijátékok nehezebb verzióit is feloldhatják. Mindezek a mellékküldetések egy trófeát szerezhetnek a játékosnak, amelyet a sziget közepén található, a Trófeák Házánál tekinthet meg, és összesen 24 darabot kell begyűjtenie a Paralimpia frissítése óta.
A 2020-as nyári paralimpiai játékoktól kezdve két új mellékküldetés került hozzáadásra, amelyek közül az egyik a rögbi fejlett verziójához vezet. A kezdetektől elérhető az íjászat fejlett változata is. A játékosok úgy is visszaállíthatják a fejlődésüket (például csapatváltáshoz), hogy „elhagyják a Bajnokok szigetét” (miután beszéltek a Lucky hajójához vezető mólónál tartózkodó komainu kapuőrökkel, miután mind a 7 tekercset megszerezték és a mellékküldetéseket teljesítették, a a játék kreditjei akkor jelennek meg, amikor Lucky elhagyja a szigetet a hajóján), vagy egyszerűen válassza ki az „Új játék indítása” lehetőséget a Beállításokban.

## Cselekmény
|  | Alább a cselekmény részletei következnek! |

A játék elején Lucky hajóval érkezik a Champion Island-re, egy olyan helyre, ahol a világ minden tájáról érkező sportolók versenyeznek egymással. Ezután két Komainuval találkozik, akik kihívják egy asztaliteniszre, hogy próbára tegye tudását. Miután Lucky legyőzi a párost, azt hiszik, hogy ő a Kiválasztott, és elmondják neki a ziget hét bajnokát, és hogy legyőzésük helyreállítja a rendet a szigeten, és a Sziget bajnokává teszi.
Lucky ezután kiválaszthatja a sorrendet, hogy versenyezzen a bajnokokkal, és minden bajnok legyőzésével megkapja a hét szent tekercs egyikét. Ezek:
```
-A Kijimuna törzs, amely egy tengerparti maratont rendez.
-A Tengu, aki pinpongoznizni szokott egy ma már elhagyatott faluban, egy bambusz erdőben.
-Oto-hime hercegnő és Urashima Taro, akik szinkronúszásban versenyeznek a víz alatt.
-Yoichi, az íjászmester a sziget 
lótusztava
 közelében.
-Az Onik, egy 
trollcsoport
, akik a sziget rögbi bajnokai. Ebben az eseményben Luckyt Momotaro és barátai segítik.
-Fukuro, egy 
bagoly
, aki a sziget hegyének tetején ül, és megfigyeli a hegymászás eseményét.
[
12
]

-Tanuki, a Tanooki Cityben zajló gördeszkás esemény mestere.
```

Miután megszerezte mind a hét szent tekercset, és legyőzte a sziget összes bajnokát, egy nagy cseresznyefa virágzik a sziget közepén, és lehulló szirmok záporoznak a szigetre. A sziget lakói ezután gratulálnak Lucky-nak, hogy a Sziget bajnoka lett.
Ha Lucky begyűjti a 24 trófeából 23-at, a trófea nélküli dobogó kiválasztásakor a „ne bízz a madárban” üzenet jelenik meg, ami aktiválja az utolsó mellékküldetést. Lucky feladata ezután megtalálni az igazi trófeamestert, aki nem más, mint Momo, a fekete macska a Varázslatos Cica Akadémiáról, a Google Doodle Halloween 2016-ra és 2020-ra. Ez megváltozott, amikor a paralimpia debütált, és mindenki, aki befejezte a 22 korábbi mellékküldetés és a paralimpiai játék újrakezdése nélkül teljesítheti a 23. és 24. küldetést anélkül, hogy elveszítené az utolsó küldetés történetét.

## Fejlesztés
A Doodle csapata együttműködött a Studio 4°C-val, hogy segítsen elkészíteni a sok anime-stílusú jelenetet a játék során. A fejlesztés korai szakaszában a csapat több japán néptörténetet és legendás karaktert, valamint a japán folklór mitikus lényeit kutatta. Ennek eredményeként a főszereplő, Lucky (egy kalikon macska) a szerencsét ábrázolja. Minden sportbajnoknak van egy legendás vagy mitikus karaktere is.
Maga a játék tisztelgés a 16 bites játék előtt a japán folklór mellett. Például néhány videojáték-mechanika hasonlít a régi 16 bites videojátékokra, mint például a gördeszkázásra, amely az Atari Games 720°-os arcade játékának mechanikájára emlékeztet.
A Google Doodle művészeti vezetője, Nate Swinehart a következőket nyilatkozta:"Azért akartuk elkészíteni a Doodle-t a Champion Island Games-re, hogy valóban lehetőséget teremtsünk a világ számára, hogy együtt versenyezzenek globálisan, és egyúttal megismerjék a japán kultúrát."
A játék filmzenéjét Qumu, a videojátékok YouTube-on történő remixéről ismert zenei előadó szerezte, akinek 2021 augusztusában 217 000 feliratkozója volt.

## Fordítás
- Ez a szócikk részben vagy egészben  a   Doodle Champion Island Games című angol Wikipédia-szócikk ezen változatának fordításán alapul.  Az eredeti cikk szerkesztőit annak laptörténete sorolja fel. Ez a jelzés csupán a megfogalmazás eredetét és a szerzői jogokat jelzi, nem szolgál a cikkben szereplő információk forrásmegjelöléseként.